# Miss World 2014
A Miss World 2014 a Miss World nemzetközi szépségverseny 64. versenye volt. A verseny döntőjét 2014. december 14-én rendezték meg az Egyesült Királyság fővárosában, Londonban, az ExCeL rendezvényközpontban. Az esemény végén a 2013-as győztes, a fülöp-szigeteki Megan Young adta át helyét az új győztesnek, a dél-afrikai Rolene Straussnak.
A versenyen 121 ország képviselője küzdött meg a koronáért.
A magyar induló Kulcsár Edina lett, akit 2014 júliusában választottak meg Magyarország Szépének a hazai nemzeti döntőn. A magyar lány kiemelkedően szerepelt a világversenyen, ahol már az eredményhirdetés előtt történelmet írt. Ő lett ugyanis az első magyar versenyző, aki bekerült az első tíz, majd a legjobb öt résztvevő közé a megmérettetésen. A zsűri végül második helyezettnek választotta. Ilyen jó eredményt még egyetlen magyar sem ért el a nemzetközi szépségversenyen.
Ebben az évben először a nézők a versenyt élőben követhették végig – a televíziós közvetítés mellett – az interneten, a Miss World hivatalos YouTube-csatornáján illetve mobil applikáción keresztül is. A 2014-es versenyt körülbelül 1 milliárd néző látta világszerte.

## A végeredmény
| Helyezés        | Versenyző |
| --------------- | --- |
| Miss World 2014 | - Dél-afrikai Köztársaság – Rolene Strauss |
| 2. helyezett    | - Magyarország – Kulcsár Edina |
| 3. helyezett    | - USA – Elizabeth Safrit |
| Top 5           | - Ausztrália – Courtney Thorpe - Anglia – Carina Tyrrell |
| Top 11          | - Brazília – Julia Gama - Guyana – Rafieya Husain - India – Koyal Rana - Kenya – Idah Nguma - Mexikó – Daniela Álvarez - Thaiföld – Nonthawan Thongleng |
| Top 25          | - Bolívia – Andrea Forfori - Dél-Szudán – Awien Kuanyin-Agoth - Dominikai Köztársaság – Dhío Moreno - Finnország – Krista Haapalainen - Fülöp-szigetek – Valerie Weigmann - Ghána – Nadia Ntanu - Hollandia – Tatjana Maul - Indonézia – Maria Sastrayu - Kína – Du Yang - Malajzia – Dewi Liana Seriestha - Oroszország – Anastasia Kostenko - Skócia – Ellie McKeating - Svédország – Olivia Asplund - Trinidad és Tobago – Sarah Jane Waddell - Vietnám – Nguyễn Thị Loan |

- Közönségdíjas:  Thaiföld – Nonthawan Thongleng

### Kontinentális győztesek
| Kontinens    | Versenyző                                  |
| ------------ | ------------------------------------------ |
| Afrika       | - Dél-afrikai Köztársaság – Rolene Strauss |
| Amerika      | - USA – Elizabeth Safrit                   |
| Ázsia        | - India – Koyal Rana                       |
| Karib-térség | - Guyana – Rafieya Husain                  |
| Európa       | - Magyarország – Kulcsár Edina             |
| Óceánia      | - Ausztrália – Courtney Thorpe             |

## Zsűri
- Julia Morley – a versenyt szervező Miss World Organization elnöke
- Rudy Salles
- Jody Reynolds
- Marsha-Rae Ratcliff
- Tony Hatch
- Agbani Darego – Miss World 2001 (Nigéria)
- Azra Akin – Miss World 2002 (Törökország)
- Zhang Zilin – Miss World 2007 (Kína)
- Kaiane Aldorino – Miss World 2009 (Gibraltár)

## Versenyzők
A döntőn 121 ország versenyzője vett részt. A nemzeti döntőket 2013 októbere és 2014 októbere között rendezték meg.
| Ország                   | Versenyző                  | 'Életkor |
| ------------------------ | -------------------------- | -------- |
| Albánia                  | Xhensila Pere              | 25       |
| Amerikai Virgin-szigetek | Aniska Tonge               | 20       |
| Anglia                   | Carina Tyrrell             | 24       |
| Argentína                | Yoana Don                  | 22       |
| Aruba                    | Joitza Henriquez           | 22       |
| Ausztrália               | Courtney Thorpe            | 24       |
| Ausztria                 | Julia Furdea               | 20       |
| Bahama-szigetek          | Rosetta Cartwright         | 19       |
| Barbados                 | Zoé Trotman                | 22       |
| Belgium                  | Laurence Langen            | 19       |
| Belize                   | Raquel Badillo             | 21       |
| Bermuda                  | Lillian Lightbourn         | 24       |
| Bolívia                  | Andrea Forfori             | 25       |
| Bosznia-Hercegovina      | Isidora Borovcanin         | 20       |
| Brazília                 | Júlia Gama                 | 21       |
| Brit Virgin-szigetek     | Aniska Tonge               | 23       |
| Ciprus                   | Ioanna Filippou            | 19       |
| Csád                     | Sakadi Djivira             | 21       |
| Costa Rica               | Natasha Sibaja             | 24       |
| Curaçao                  | Gayle Sulvaran             | 19       |
| Csehország               | Tereza Skoumalová          | 23       |
| Dánia                    | Pernille Sorensen          | 23       |
| Dél-afrikai Köztársaság  | Rolene Strauss             | 21       |
| Dél-Szudán               | Awien Kuanyin-Agoth        | 19       |
| Dominikai Közösség       | Francine Baron             | 20       |
| Ecuador                  | Virginia Limongi           | 20       |
| Egyenlítői-Guinea        | Agnes Cheba                | 21       |
| Egyiptom                 | Amina Ashraf               | 19       |
| Elefántcsontpart         | Jennifer Yeo               | 19       |
| Salvador                 | Larissa Vega               | 20       |
| Etiópia                  | Yirgalem Hadish            | 23       |
| Észak-Írország           | Rebekah Shirley            | 19       |
| Fehéroroszország         | Viktoriya Miganovich       | 21       |
| Fidzsi-szigetek          | Charlene Tafuna'i          | 20       |
| Finnország               | Krista Haapalainen         | 24       |
| Franciaország            | Flora Coquerel             | 19       |
| Fülöp-szigetek           | Valerie Weigmann           | ?        |
| Gabon                    | Pulcherie Nze Nzoughe      | 24       |
| Ghána                    | Guiseppine Baafi           | 23       |
| Gibraltár                | Shyanne Azzopardi          | 23       |
| Görögország              | Eleni Kokkinou             | 18       |
| Grúzia                   | Ana Zubashvili             | 20       |
| Guadeloupe               | Wendy Metony               | 18       |
| Guam                     | Chanel Cruz Jarrett        | 20       |
| Guatemala                | Keyla Bermudez             | 22       |
| Guyana                   | Rafieya Husain             | 22       |
| Guinea                   | Halimatou Diallo           | 20       |
| Haiti                    | Carolyn Desert             | 25       |
| Hollandia                | Tatjana Maul               | 25       |
| Honduras                 | María José Alvarado        | 18       |
| Horvátország             | Antonija Gogic             | 23       |
| Hongkong                 | Grace Chan                 | 22       |
| Izland                   | Tanja Ýr Ástþórsdóttir     | 20       |
| India                    | Koyal Rana                 | 21       |
| Indonézia                | Maria Rahajeng             | 19       |
| Izrael                   | Mor Maman                  | 20       |
| Írország                 | Jessica Hayes              | 20       |
| Jamaica                  | Laurie-Ann Chin            | 22       |
| Japán                    | Hikaru Kawai               | 23       |
| Kamerun                  | Larissa Ngangoum           | 24       |
| Kazahsztán               | Aiday Isaeva               | 24       |
| Kanada                   | Annora Bourgeault          | 21       |
| Kenya                    | Idah Nguma                 | 22       |
| Kirgizisztán             | Aikol Alikzhanova          | 24       |
| Kína                     | Du Yang                    | 22       |
| Kolumbia                 | Leandra Garcia             | 22       |
| Dél-Korea                | Hwa-young Song             | 24       |
| Koszovó                  | Vita Rexhepi               | 17       |
| Lengyelország            | Ada Sztajerowska           | 21       |
| Lesotho                  | Nthole Foxie Matela        | 21       |
| Lettország               | Liliana Garkalne           | 18       |
| Libanon                  | Saly Greige                | 24       |
| Litvánia                 | Agne Kavaliauskaite        | 21       |
| Luxemburg                | Frédérique Wolff           | 18       |
| Magyarország             | Kulcsár Edina              | 24       |
| Malajzia                 | Dewi Liana Seriestha       | 25       |
| Martinique               | Anais Delwaulle            | 20       |
| Mauritius                | Sheetal Khadun             | 24       |
| Málta                    | Joanne Galea               | 24       |
| Mexikó                   | Daniela Álvarez            | 20       |
| Mianmar                  | Wyne Lay                   | 19       |
| Moldova                  | Alexandra Caruntu          | 18       |
| Montenegró               | Natasa Novakovic           | 18       |
| Namíbia                  | Brumhilda Ochs             | 22       |
| Nepál                    | Subin Limbu                | 23       |
| Németország              | Egzonita Ala               | 17       |
| Nicaragua                | María Esther Cortés Molina | 21       |
| Nigéria                  | Iheoma Nnadi               | 19       |
| Norvégia                 | Monica Pedersen            | 25       |
| Olaszország              | Silvia Cataldi             | 24       |
| Oroszország              | Yulia Alipova              | 23       |
| Panama                   | Raiza Erlenbaugh           | 22       |
| Paraguay                 | Myriam Arevalos            | 21       |
| Peru                     | Sofía Rivera               | 23       |
| Portugália               | Catarina Sikiniotis        | 18       |
| Puerto Rico              | Genesis Davila             | 23       |
| Románia                  | Bianca Fanu                | 25       |
| São Tomé és Príncipe     | Djeissica Barbosa          | 20       |
| Seychelle-szigetek       | Camilla Estico             | 23       |
| Skócia                   | Ellie McKeating            | 20       |
| Spanyolország            | Lourdes Rodriguez          | 20       |
| Srí Lanka                | Chulakshi Ranathunga       | 25       |
| Svájc                    | Dijana Cviijetic           | 20       |
| Svédország               | Olivia Asplund             | 18       |
| Szerbia                  | Milica Vuklis              | 20       |
| Szingapúr                | Dalreena Poonam Gill       | 20       |
| Szlovákia                | Laura Longauerová          | 18       |
| Szlovénia                | Julija Bizjak              | 20       |
| Tanzánia                 | Happiness Watimanya        | 19       |
| Thaiföld                 | Nonthawan Thongleng        | 22       |
| Törökország              | Amine Gülse                | 21       |
| Trinidad és Tobago       | Sarah Jane Waddell         | 25       |
| Tunézia                  | Wahiba Arres               | 20       |
| Uganda                   | Leah Kalanguka             | 23       |
| Ukrajna                  | Andriana Khasanshin        | 19       |
| Uruguay                  | Romina Fernández           | 21       |
| USA                      | Elizabeth Safrit           | 22       |
| Új-Zéland                | Arielle Garciano           | 22       |
| Venezuela                | Debora Menicucci           | ?        |
| Vietnám                  | Loan Nguyen Thi            | 24       |
| Wales                    | Alice Ford                 | 21       |
| Zimbabwe                 | Tendai Hunda               | ?        |
| Zöld-foki Köztársaság    | Cristina Spencer           | 18       |

## Külső hivatkozások
- Miss World hivatalos honlap
- GlobalBeauties.com
- Pageantopolis.com
- CriticalBeauty.com